# Wydarzenia (Polsat)
Wydarzenia - główny program informacyjny telewizji Polsat emitowany od 11 października 2004.
Program ten zastąpił Informacje emitowane na antenie Polsatu (w latach 1993–2004) i Dziennik – na antenie TV4 (w latach 2000–2004).
Wydania programu dostępne również są w serwisie Polsat Box Go oraz na stronie Polsatu News (z wyjątkiem Wydarzeń Sport, które emitowane są tylko w telewizji). Według stanu na rok 2021 Wydarzenia są czwartym najchętniej oglądanym programem informacyjnym w Polsce ze średnią widownią wynoszącą 1,72 mln osób.

## Redaktorzy naczelni
Twórcą i pierwszym redaktorem naczelnym Wydarzeń do września 2007 był Tomasz Lis, a kolejnym do września 2012 Jarosław Gugała. Następnie program kierował redaktor naczelny Polsat News – Henryk Sobierajski. Od marca do grudnia 2016 szefową Wydarzeń była Dorota Gawryluk, od stycznia 2017 do marca 2018 Wydarzeniami ponownie kierował Henryk Sobierajski, zaś od marca 2018 ponownie Dorota Gawryluk. Od grudnia 2023 Dyrektorem Pionu Informacji i Publicystyki Telewizji Polsat jest Piotr Witwicki.

## Prezenterzy

### Główne wydanie (18:50)

#### Obecnie
- Dorota Gawryluk (od 02.02.2009)
- Katarzyna Zdanowicz (od 01.01.2022[4])
- Igor Sokołowski (od 28.01.2024)
- Marta Budzyńska (od 01.09.2024[5])

#### Dawniej
- Iwona Kutyna (2004–2006)
- Michał Kwiatkowski (09.07.2005–2006)
- Hanna Lis (11.10.2004–19.09.2007)
- Marek Tejchman (24.12.2006–2007)
- Marek Kacprzak (04.02–20.09.2007)
- Beata Grabarczyk (28.01.2006–2011)
- Maciej Stroiński (01.05.2010-2016)
- Magda Sakowska (24.01.2011–07.08.2016)
- Jarosław Gugała (2004–2018)
- Bartosz Kurek (16.06.2017–2020)
- Joanna Wrześniewska-Sieger (11.04.2008–2018, 2019, 2020)
- Bogdan Rymanowski (08.10.2018–2021)
- Piotr Jędrzejek (04.04.2020–2021)
- Monika Sawka (04.12.2020–2021)
- Michał Cholewiński (01.11.2021–27.02.2022)
- Agnieszka Mosór (14.10.2016–04.06.2017, 06.04.2018–27.03.2022)
- Piotr Witwicki (01.05.2022–21.06.2024)

### Wydarzenia Wieczorne (21:50)

#### Obecnie
- Joanna Wrześniewska-Sieger (od 10.03.2016)
- Michał Cholewiński (od 14.09.2021)
- Agata Biały (od 23.06.2022)
- Dawid Styś (od 03.08.2024)
- Iwona Kutyna (od 15.12.2024[6])
- Magdalena Kaliniak (03.12.2016-2017, 2020, od 07.06.2025)
- Igor Sokołowski (od 27.07.2025)

#### Dawniej
- Grzegorz Kozak (07.03.2016-2018)
- Agnieszka Mosór (2016-2020)
- Ewa Gajewska (14.12.2019-2020)
- Przemysław Białkowski (22.02.2017-2021)
- Piotr Jędrzejek (15.06.2020-2021)
- Marek Piotr Wójcicki (25.06.2020-2021)
- Robert Bernatowicz (19.07.2019-2023)
- Karolina Soczewka (25.06.2022-15.02.2024)
- Jarosław Gugała (14.03.2016-30.12.2024)

### Wydania boczne (12:50, 15:50)

#### Obecnie
- Magdalena Kaliniak (05.11.2007-2009, 04.05-16.06.2010, od 12.10.2016)
- Mateusz Białkowski (od 04.06.2021)
- Łukasz Smardzewski (od 26.06.2022)
- Igor Sokołowski (od 02.11.2022[7])
- Michał Adamczyk (od 29.01.2024[8])
- Marta Budzyńska (od 12.03.2024)
- Iwona Kutyna (2004–2006, od 24.12.2024[9])
- Daria Wąsiewska (od 15.02.2025)

#### Dawniej
- Marek Tejchman (2006–2007)
- Marek Kacprzak (27.11.2006–2007)
- Michał Kwiatkowski (06.06.2005–2006, 10.12.2007–2009)
- Mikołaj Jankowski (18.12.2007-2009)
- Beata Grabarczyk (2007, 2009-2010)
- Jarosław Gugała (2004–2007, 06.08.2010)
- Klaudiusz Slezak (26.04.2013–2014)
- Agnieszka Gozdyra (2011-2015)
- Wojciech Szeląg (28.09.2006–2007, 13.02.2014–27.07.2015)
- Joanna Wrześniewska-Sieger (2009–2016, 2019)
- Maciej Stroiński (12.03.2010–2016)
- Magda Sakowska (2015–2016)
- Mariusz Abramowicz (10.12.2015-2016)
- Przemysław Białkowski (30.08.2016-2020)
- Bartosz Kurek (10.09.2019–2020)
- Piotr Jędrzejek (01.09.2020–2021)
- Joanna Śpiechowicz (08.03–09.07.2021)
- Agnieszka Mosór (18.04.2016–15.07.2022)
- Michał Cholewiński (05.11.2021–12.08.2022)
- Piotr Witwicki (17.05–29.08.2022)
- Wioleta Wramba (06.03–28.05.2023)
- Monika Sawka (08.06.2020–2021, 23.03.2023–28.01.2024)
- Katarzyna Zdanowicz (04.01.2022–17.06.2024)
- Karolina Soczewka (06.12.2021–27.06.2024)
- Aleksandra Janiec (03.01.2022[10] - 15.11.2024[11])

### Prezenterzy sportu

#### Obecnie
- Bożydar Iwanow (od 2004)
- Jerzy Mielewski (od 2004)
- Karolina Szostak (od 17.05.2008)
- Paweł Sikora (od 01.09.2008)
- Aleksandra Szutenberg (od 2012)
- Maciej Kurzajewski (od 5.10.2024)
- Patrycja Zahorska (od 7.02.2025)

#### Dawniej
- Mariusz Jankowski (2004–2007)
- Maciej Dowbor (29.09.2007–2009)
- Krzysztof Wanio (19.06.2008–2009)
- Tomasz Zimiński (06.07.2008–2009)
- Marek Magiera (01.07.2008–2012)
- Marcin Lepa (05.07.2008–2017)
- Marcin Feddek (27.03.2005–2.02.2023)
- Paulina Chylewska (18.07.2017–6.05.2024)

### Prezenterzy pogody

#### Obecnie
- Marek Horczyczak (od 1994)
- Paulina Sykut-Jeżyna (od 2008)
- Milena Rostkowska-Galant (od 2008)
- Klaudia Kroczek (od 20.09.2022)
- Ksenia Chlebicka (od 1.01.2024)
- Karolina Filipkowska (od 7.02.2025)

#### Dawniej
- Katarzyna Łoska-Ostrowska (2004)
- Monika Jastrząb (2004–2008)
- Marta Leleniewska (2004–2008)
- Ewa Bobrowska (03.05–20.06.2014)
- Małgorzata Tomaszewska (31.05.2014–20.11.2016)
- Żaneta Banaśkiewicz (07.10.2016–26.05.2017)
- Daria Wąsiewska (02.11.2016–15.02.2021)
- Jarosław Kret (18.12.2019–30.12.2023)
- Monika Kubiaczyk (4.11.2024-18.06.2025)

## Kalendarium

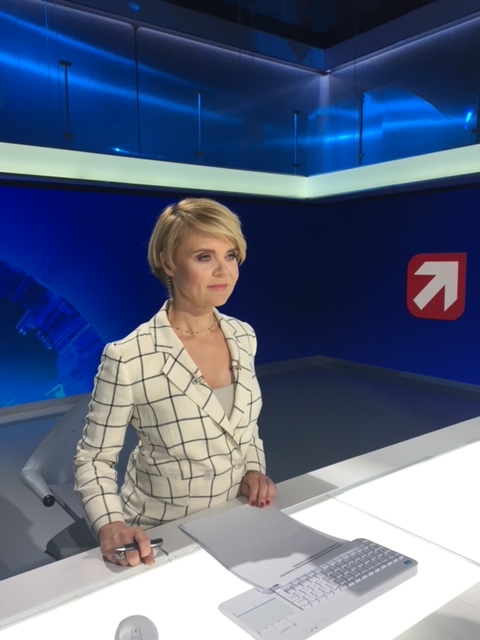
Agnieszka Mosór w Wydarzeniach

- 11 października 2004 – start Wydarzeń.
- 6 czerwca 2008 – pierwsze wydanie z nowego studia Polsat News z odświeżoną oprawą[12].
- 7 marca 2011 - odświeżone wydanie Wydarzeń Popołudniowych (Wydarzeń 15:50) i start Rozmowy Wydarzeń[13].
- 19 grudnia 2011 - przejście Wydarzeń na format 16:9[14].
- 7 marca 2016 - start Wydarzeń Wieczornych 22:00 w Polsat News[15].
- 7 lipca 2018 - Wydarzenia prowadzone ze studia Polsat News 2 w związku z remontem studia Polsat News[16].
- 1 października 2018 – pierwsze Wydarzenia nadawane z odświeżonego studia Polsat News[17][18].
- 4 listopada 2019 - start Wydarzeń 12:50 w Polsat News[19].
- 17 kwietnia 2020 – wydłużono Wydarzenia 15.50 oraz zlikwidowano Więcej Wydarzeń[20].
- 7 grudnia 2020 – przywrócono Wydarzenia 12:50 na główną antenę Polsatu[21].
- 10 lutego 2021 – po raz pierwszy w historii nie wyemitowano Wydarzeń. Było to spowodowane protestem mediów w ramach akcji „Media bez wyboru”[22].
- 1 lipca 2021 - Wydarzenia prowadzone ze studia Superstacji w związku z remontem studia Polsat News[23].
- 1 września 2021 – uruchomienie kanału informacyjnego Wydarzenia 24[24].
- 22 listopada 2021 - Wydarzenia 12:50 i 15:50 ze studia Wydarzeń 24[25].
- 3 stycznia 2022 - start Wydarzeń w odświeżonej oprawie[26].
- 21 lutego 2022 - Wydarzenia 15:50 zadebiutowały na antenie Super Polsat, dodatkowo o 16:20 wprowadzono nowy program Gość Wydarzeń 24 (emitowany także w Wydarzeniach 24)[27].
- 1 września 2024 - poraz ostatni wyemitowano Wydarzenia 18:50 w Polsat News[28], jednocześnie zaprzestano emisji powtórek programu w Polsacie 2 o 20:05[29].
- 11 października 2024 - 20-lecie programu Wydarzenia

## Galeria

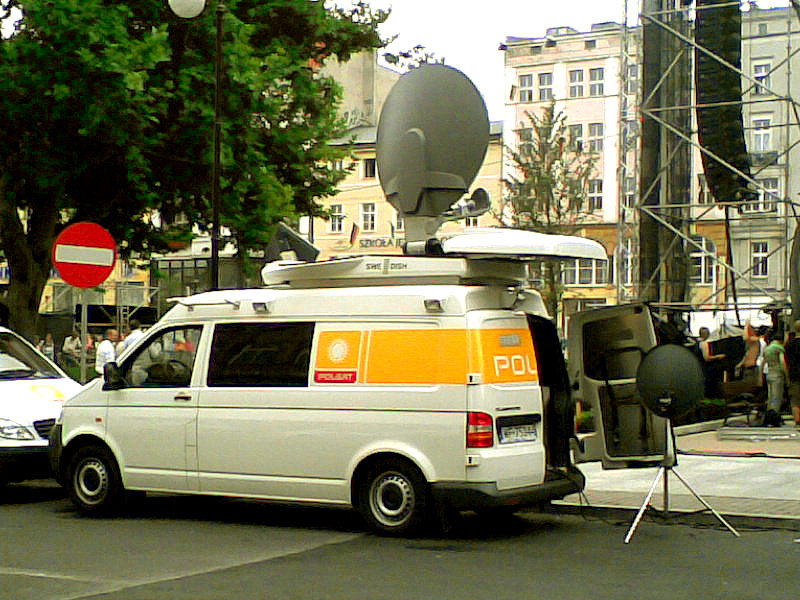
Nowy wóz satelitarny telewizji Polsat
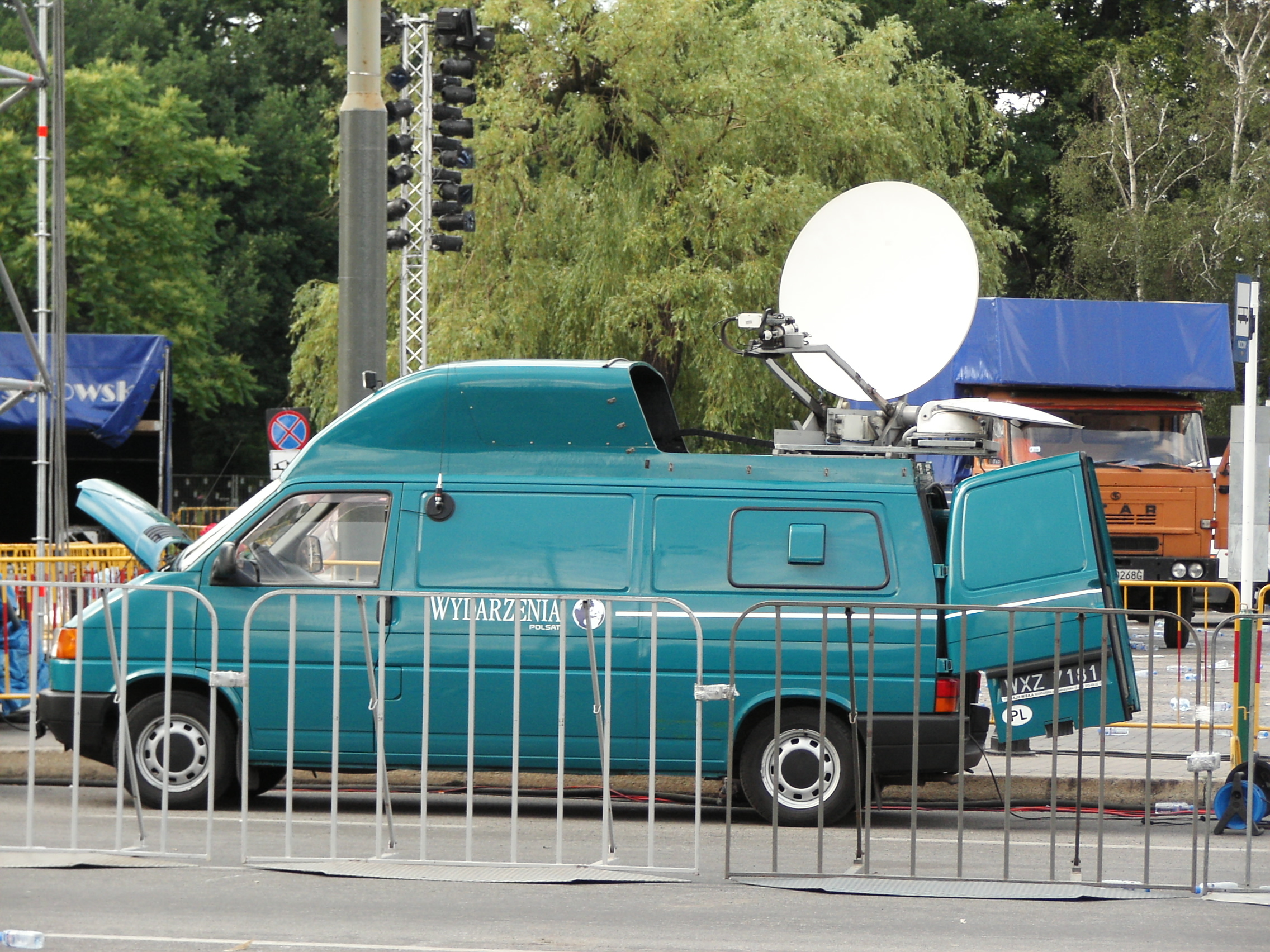
Wóz satelitarny Wydarzeń
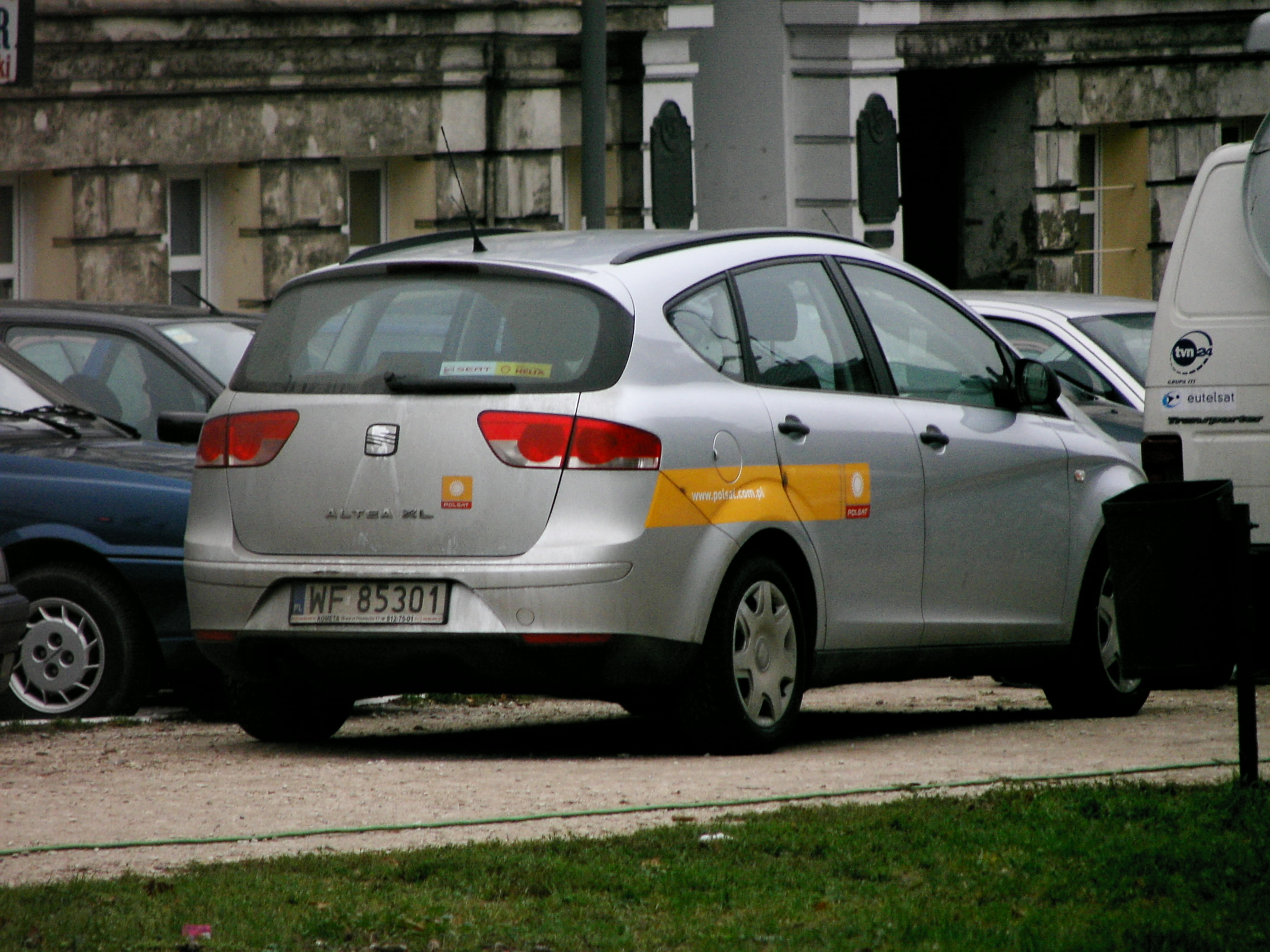
Wóz reporterski telewizji Polsat
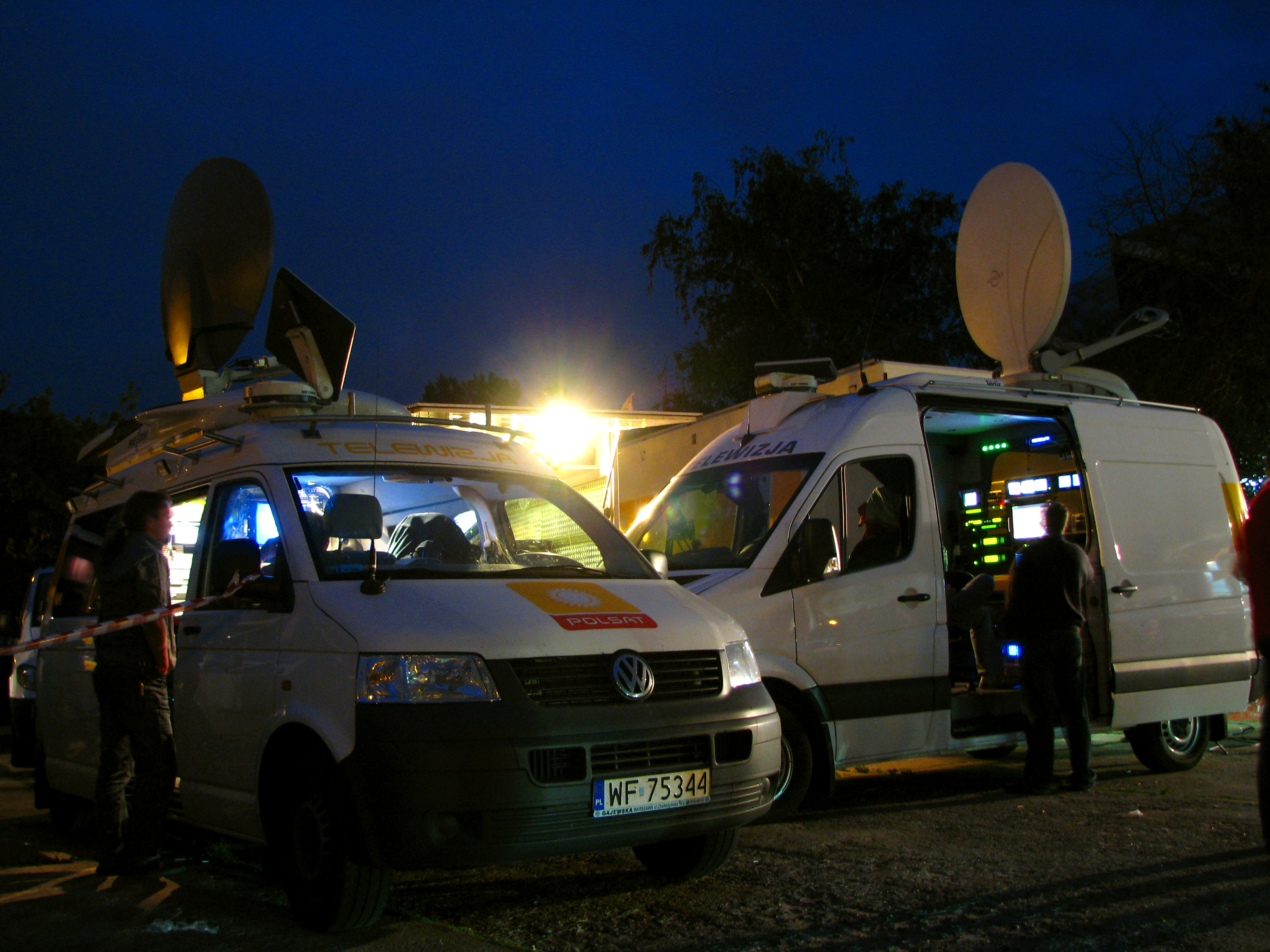
Wozy satelitarne telewizji Polsat podczas relacji z turnieju Siatkarskiej Ligi Światowej z poznańskiej hali Arena